# Targarona
Targarona és una masia de Sant Pere de Torelló (Osona) protegida com a Bé Cultural d'Interès Local.

## Descripció
És una masia de grans dimensions, de planta rectangular i coberta a quatre vessants. La façana és orientada a migdia i presenta un portal de forma rectangular a l'extrem dret, damunt el qual hi ha un mosaic amb la figura de Sant Miquel arcàngel. A l'extrem esquerre hi ha un altre portal rectangular a través del qual s'accedeix a un espai cobert amb volta quatripartita, damunt el qual hi ha un cos de galeries formades per arcs rebaixats i que miren vers llevant. A la part dreta d'aquest espai hi ha un portal d'arc rebaixat format per dovelles, a través del qual s'accedeix a l'habitatge dels propietaris. A la dovella central hi ha un escut d'armes on hi figura un animal alat. Fent espona al portal hi ha un pujador de cavalls. Cal destacar una cabana, a l'era, amb els murs exteriors decorats. L'estat de conservació és mitjà.
És construïda amb pedra i arrebossada al damunt llevat els elements de ressalt.

## Història
La casa Cabrera, durant l'època feudal tenia la masoveria de Targarona com a casa alodial. Està esmentada al fogatge de 1553 de la parròquia i terme de Sant Pere de Torelló. Aleshores habitava el mas Pere Targarona. El mas conserva un vell escut. Els Targarona s'ennobliren en vincular-se per casament amb la família Pandolit.
El mas fou reformat i ampliat al segle xviii, segons podem observar a una finestra situada al mur de migdia datada el 1712. Fou propietat dels Picó, que el vengueren l'any 1954 als propietaris actuals, els Blanco.